# Liste der Baudenkmale in Giesen
In der Liste der Baudenkmale in Giesen sind alle Baudenkmale der niedersächsischen Gemeinde Giesen aufgelistet. Die Quelle der Baudenkmale ist der Denkmalatlas Niedersachsen. Der Stand der Liste ist der 6. August 2020.

## Allgemein
In den Spalten befinden sich folgende Informationen:
- Lage: die Adresse des Baudenkmales und die geographischen Koordinaten. Kartenansicht, um Koordinaten zu setzen. In der Kartenansicht sind Baudenkmale ohne Koordinaten mit einem roten Marker dargestellt und können in der Karte gesetzt werden. Baudenkmale ohne Bild sind mit einem blauen Marker gekennzeichnet, Baudenkmale mit Bild mit einem grünen Marker.
- Bezeichnung: Bezeichnung des Baudenkmales
- Beschreibung: die Beschreibung des Baudenkmales. Unter § 3 Abs. 2 NDSchG werden Einzeldenkmale und unter § 3 Abs. 3 NDSchG Gruppen baulicher Anlagen und deren Bestandteile ausgewiesen.
- ID: die Objekt-ID des Baudenkmales
- Bild: ein Bild des Baudenkmales, ggf. zusätzlich mit einem Link zu weiteren Fotos des Baudenkmals im Medienarchiv Wikimedia Commons. Wenn man auf das Kamerasymbol klickt, können Fotos zu Baudenkmalen aus dieser Liste hochgeladen werden:

## Ahrbergen

### Gruppe: Katholische Pfarrkirche, Friedhof, Kirchstraße
Die Gruppe „Katholische Pfarrkirche, Friedhof, Kirchstraße“ hat die ID 34456975.

| Lage                                   | Bezeichnung | Beschreibung                        | ID       | Bild |
| -------------------------------------- | ----------- | ----------------------------------- | -------- | ---- |
| Kirchstraße 52° 13′ 12″ N, 9° 52′ 7″ O | Kirche      | Kirche St. Peter und Paul Ahrbergen | 34506892 |      |
| Kirchstraße 52° 13′ 12″ N, 9° 52′ 6″ O | Friedhof    |                                     | 34506915 | BW   |

### Einzelbaudenkmale
| Lage                                       | Bezeichnung | Beschreibung | ID       | Bild |
| ------------------------------------------ | ----------- | ------------ | -------- | ---- |
| Kirchstraße 14 52° 13′ 20″ N, 9° 52′ 23″ O | Grabstein   |              | 34506980 | BW   |
| Kirchstraße 52° 13′ 20″ N, 9° 52′ 23″ O    | Steinkreuz  |              | 34507769 | BW   |
| Krugstraße 4 52° 13′ 16″ N, 9° 52′ 40″ O   | Museum      |              | 34507048 | BW   |
| Am Lindenbrink 52° 13′ 9″ N, 9° 52′ 43″ O  | Wegekreuz   |              | 34506872 | BW   |

## Emmerke

### Einzelbaudenkmale
| Lage                                       | Bezeichnung              | Beschreibung                | ID       | Bild |
| ------------------------------------------ | ------------------------ | --------------------------- | -------- | ---- |
| Junkernstraße 2 52° 9′ 56″ N, 9° 52′ 9″ O  | Torgebäude               |                             | 34507135 | BW   |
| Junkernstraße 2 52° 9′ 55″ N, 9° 52′ 11″ O | Einfriedung              |                             | 34507927 | BW   |
| Martinsweg 1 52° 9′ 56″ N, 9° 52′ 11″ O    | Einfriedung              |                             | 34507176 | BW   |
| Martinsweg 52° 9′ 55″ N, 9° 52′ 16″ O      | Kirche                   | Kirche St. Martinus Emmerke | 34507114 |      |
| Junkernstraße 6 52° 9′ 58″ N, 9° 52′ 12″ O | Wohn-/Wirtschaftsgebäude |                             | 34507156 | BW   |

## Giesen

### Gruppe: Katholische Pfarrkirche, Vitusweg
Die Gruppe „Katholische Pfarrkirche, Vitusweg“ hat die ID 34457048.

| Lage                                 | Bezeichnung    | Beschreibung | ID       | Bild |
| ------------------------------------ | -------------- | --- | -------- | ---- |
| Vitusweg 52° 11′ 55″ N, 9° 53′ 39″ O | Kirche         | Die Kirche St. Vitus Groß Giesen wurde von 1672 bis 1675 erbaut. Es ist ein einschiffiger Bau aus Bruchstein mit einem Westturm. Später wurde die Kirche um zwei Schiffe erweitert. Im Inneren befinden sich im Mittelschiff sechs Deckengemälde aus der Zeit um das Jahr 1675. Der Taufstein ist aus dem Jahr 1587. | 34507451 |      |
| Vitusweg 52° 11′ 54″ N, 9° 53′ 38″ O | Kriegerdenkmal | | 34507474 | BW   |

### Gruppe: Hofanlage, Paradiesstraße 6
Die Gruppe „Hofanlage, Paradiesstraße 6“ hat die ID 34457034.

| Lage                                         | Bezeichnung | Beschreibung | ID       | Bild |
| -------------------------------------------- | ----------- | ------------ | -------- | ---- |
| Paradiesstraße 6 52° 11′ 52″ N, 9° 53′ 46″ O | Wohnhaus    |              | 34507996 | BW   |
| Paradiesstraße 6 52° 11′ 53″ N, 9° 53′ 45″ O | Stall       |              | 34508018 | BW   |
| Paradiesstraße 6 52° 11′ 52″ N, 9° 53′ 43″ O | Scheune     |              | 34508040 | BW   |

### Gruppe: Kapelle, Pfarrhaus, Am Thie
Die Gruppe „Kapelle, Pfarrhaus, Am Thie“ hat die ID 34457077.

| Lage                                  | Bezeichnung | Beschreibung                   | ID       | Bild |
| ------------------------------------- | ----------- | ------------------------------ | -------- | ---- |
| Am Thie 52° 11′ 46″ N, 9° 54′ 19″ O   | Kapelle     | Kirche St. Martin Klein Giesen | 34507683 |      |
| Am Thie 7 52° 11′ 47″ N, 9° 54′ 19″ O | Pfarrhaus   |                                | 34507707 | BW   |
| Am Thie 52° 11′ 47″ N, 9° 54′ 18″ O   | Friedhof    |                                | 34507948 | BW   |

### Einzelbaudenkmale
| Lage                                         | Bezeichnung | Beschreibung | ID       | Bild |
| -------------------------------------------- | ----------- | ------------ | -------- | ---- |
| Rathausstraße 64 52° 11′ 45″ N, 9° 53′ 38″ O | Wohnhaus    |              | 34507431 | BW   |
| Rathausstraße 24 52° 11′ 53″ N, 9° 54′ 3″ O  | Wohnhaus    |              | 34507390 | BW   |
| Rathausstraße 52° 11′ 55″ N, 9° 54′ 17″ O    | Wegekreuz   |              | 34507729 | BW   |

## Groß Förste

### Gruppe: Katholische Pfarrkirche, Godehardstraße
Die Gruppe „Katholische Pfarrkirche, Godehardstraße“ hat die ID 34457019.

| Lage                                       | Bezeichnung | Beschreibung                      | ID       | Bild |
| ------------------------------------------ | ----------- | --------------------------------- | -------- | ---- |
| Godehardstraße 52° 12′ 25″ N, 9° 54′ 35″ O | Kirche      | Kirche St. Pankratius Groß Förste | 34507261 |      |
| Godehardstraße 52° 12′ 25″ N, 9° 54′ 35″ O | Friedhof    |                                   | 34507285 | BW   |

### Einzelbaudenkmale
| Lage                                          | Bezeichnung | Beschreibung | ID       | Bild |
| --------------------------------------------- | ----------- | ------------ | -------- | ---- |
| Zur Alten Mühle 8 52° 12′ 31″ N, 9° 54′ 26″ O | Wohnhaus    |              | 34507327 | BW   |
| Zur Alten Mühle 9 52° 12′ 30″ N, 9° 54′ 22″ O | Mühle       |              | 34507347 | BW   |
| Beverinstraße 5 52° 12′ 23″ N, 9° 54′ 38″ O   | Bildstock   |              | 34507240 | BW   |

## Hasede

### Gruppe: Stichkanal Hildesheim, Abschnitt Giesen
Die Gruppe „Stichkanal Hildesheim, Abschnitt Giesen“ hat die ID 34457092.

| Lage                        | Bezeichnung | Beschreibung | ID       | Bild |
| --------------------------- | ----------- | --- | -------- | ---- |
| 52° 11′ 50″ N, 9° 56′ 20″ O | Kanal       | Stichkanal Hildesheim Die Eintragung in das Denkmalverzeichnis gilt hier für den Abschnitt auf dem Gemeindegebiet der Gemeinde Giesen. Der nördliche Teil beginnt hier, das südliche Ende ist hier. | 34507198 | BW   |

### Gruppe: Katholische Pfarrkirche, Welle
Die Gruppe „Katholische Pfarrkirche, Welle“ hat die ID 34457062.

| Lage                             | Bezeichnung | Beschreibung | ID       | Bild |
| -------------------------------- | ----------- | ------------ | -------- | ---- |
| Welle 52° 11′ 47″ N, 9° 55′ 4″ O | Kirche      |              | 34507637 | BW   |
| Welle 52° 11′ 47″ N, 9° 55′ 4″ O | Friedhof    |              | 34507660 | BW   |

### Einzelbaudenkmale
| Lage                                                                      | Bezeichnung | Beschreibung | ID       | Bild |
| ------------------------------------------------------------------------- | ----------- | ------------ | -------- | ---- |
| Ladebleek 8 52° 12′ 8″ N, 9° 54′ 49″ O                                    | Kapelle     |              | 34507575 | BW   |
| Hannoversche Straße (B 6) / Ecke Mühlenstraße 52° 11′ 25″ N, 9° 55′ 26″ O | Wegekreuz   |              | 45635971 | BW   |